# Якобовиц, Тобиас
Тобиас Якобовиц (ивр. טוביאס יעקובוביץ‎, 23 ноября 1887, Лаккенбах, Австро-Венгрия — 29 октября 1944, концлагерь Освенцим, Польша) — чехословацкий историограф, библиотекарь и библиограф, исследователь чешского еврейства, раввин.

## Биография
Тобиас Якобовиц родился 23 ноября 1887 года в городе Лаккенбах в Австро-Венгрии (сейчас в Австрии).
Получил как религиозное, так и светское образование. Учился в иешиве в Прессбурге, раввинской семинарии в Берлине и на философском факультете Карлова университета в Праге, где изучал семитскую филологию.
В 1912 году поселился в Праге, преподавал религию в средних школах. В 1917 году стал главным раввином квартала Михле.
В 1920 году защитил докторскую диссертацию, посвящённую мессианской идее Талмуда. Занимался историей чешского еврейства. Также участвовал в деятельности ассоциации раввинов Богемии.
В 1922 году получил гражданство Чехословакии.
В 1930 году стал учителем религии и раввином в городе Углиржске-Яновице.
В период между Первой и Второй мировыми войнами работал библиотекарем в еврейской религиозной общине в Праге. В 1927 году выпустил книгу «Происхождение библиотеки еврейской религиозной общины в Праге» (Entstehungsgeschichte der Bibliothek der israelitischen Kultusgemeinde). Под его руководством библиотека занималась сбором редких священных книг и рукописей на темы, относящиеся к иудаизму и истории чешских евреев. Был первым, кто вручную каталогизировал все книги и рукописи, найденные в библиотеке. Библиотека стала духовным центром для евреев, бежавших в Чехословакию из Германии от нацистского режима. В марте 1939 года после оккупации Праги нацистами библиотека была закрыта, однако Якобовиц остался работать в еврейской общине архивным сотрудником и исследователем.
В 1942 году работал в Центральном еврейском музее в Праге. Несмотря на оккупацию, нацисты сохранили его и объявили музеем «вымершей еврейской расы». В ноябре 1942 года был куратором первой выставки музея, в которой были представлены редкие гравюры и рукописи, гебраика и иудаика. Проект выставки был подготовлен Якобовицем ещё в 1927 году, однако оккупанты отказались включить в экспозицию те его части, которые были посвящены мирному сосуществованию евреев с чехами и немцами.
В 1942—1944 годах Якобовиц выступал за сохранение Староновой синагоги в Праге, которую планировали приспособить для музеологических целей. Он требовал, чтобы из синагоги не выносили принадлежащих ей предметов.
Летом 1943 года стал соавтором путеводителя по Центральному еврейскому музею.
27 октября 1944 года вместе с женой и другими сотрудниками музея Якобовица отправили в концлагерь Освенцим. Убит 29 октября.

## Семья
Отец — раввин Шломо Якобовиц, мать — Амалия Якобовиц (урождённая Шварц).
Жена — Берта Якобовиц (урождённая Петуховска), дочь раввина, который был наставником Тобиаса Якобовица на Берлинском семинаре. Поженились в 1922 году.
У Тобиаса Берты Якобовиц были двое сыновей — Иосиф (род. 1924) и Моше (род. 1926). Оба поселились в Подмандатной Палестине в 1939 году.

## Увековечение
Мемориальная доска, посвящённая Тобиасу и Берте Якобовиц, находится в еврейском музее в Праге. Ранее она была установлена на доме 63/3 по улице Яхимовой, где располагалась бывшая еврейская школа.